# Datazione con azoto
La datazione con azoto è una tecnica di datazione relativa che si basa sulla rottura delle catene polimeriche e sul successivo rilascio degli amminoacidi contenuti nelle ossa dei reperti da analizzare.

## Principio di funzionamento e limiti
Nelle ossa umane, la tecnica si basa sul fatto che esse contengono normalmente il 5% di azoto, prevalentemente sotto forma di collagene; la misurazione della percentuale residua di azoto presente nel campione da analizzare, permette di fare una stima dell'età del reperto.
L'affidabilità del metodo non è molto elevata in confronto a quella di altre tecniche di datazione, perché la velocità di estrazione degli amminoacidi dalle ossa dipende da molti fattori quali temperatura, pH del suolo, scorrimento di acque sotterranee e presenza di microorganismi in grado di digerire gli elementi ricchi di azoto, come il collagene. Si può pertanto applicare solamente a campioni biologici provenienti dallo stesso sito.
In alcuni studi, l'età ottenuta tramite la datazione con l'azoto è stata confrontata con i risultati ottenuti con altri metodi come la datazione per assorbimento del fluoro, per arrivare a produrre stime più accurate.